# Ángel Parra
 Der er for få eller ingen kildehenvisninger i denne artikel, hvilket er et problem. Du kan hjælpe ved at angive troværdige kilder til de påstande, som fremføres i artiklen.

Ángel Parra (født 1943 i Valparaíso, Chile, død 11. marts 2017) var en chilensk folkemusiker. Han var søn af den chilenske musiker Violeta Parra.
Som helt ung rejste han rundt i landet med sin mor, hvor han lærte bonde- og folkesange fra hele landet. I 1960'erne optrådte han i La peña de los Parra, hvor han mødte Víctor Jara og præsenterer ham for Violeta Parra.
På grund af sine politiske holdninger blev han efter militærkuppet mod Salvador Allende i 1973 interneret på Estadio Chile og senere i koncentrationslejren i Chacabuco.
Han flygtede senere i eksil til Mexico og Frankrig, hvor han oprettede netværk af eksilchilenere for at gøre verden opmærksom på militærdiktaturets brutalitet og brud på menneskerettighederne.
I 1989 vendte han tilbage til Chile for at deltage i grundlæggelsen af det spæde chilenske demokrati, hvor han officielt støttede socialistpartiets kandidat.